# Amber Neben
Amber Neben (nata Amber Parkinson; Irvine, 18 febbraio 1975) è una ciclista su strada statunitense.
È stata campionessa del mondo a cronometro nel 2008 e nel 2016, e più volte campionessa panamericana e statunitense di specialità.

## Biografia
Nata in California, dopo aver frequentato la Lutheran High School di Orange ha conseguito il Bachelor of Science in biologia all'Università del Nebraska-Lincoln e il Master of Science in biologia all'Università della California-Irvine; ha inoltre interrotto gli studi per il dottorato di ricerca in biologia molecolare, genetica e biochimica al fine di dedicarsi al ciclismo professionistico.
All'età di quattro anni, dopo essere rimasta in coma per tre giorni, è sopravvissuta ad una meningite spinale; nel 2007 ha invece sconfitto un melanoma alla schiena. È sposata con Jason Neben, ricercatore presso la Concordia University di Irvine.

## Carriera

### Gli esordi e la sospensione
Durante la high school pratica calcio e corsa, sia su pista che fuori strada; all'università si dedica invece alla corsa su pista, rappresentando anche la squadra universitaria dei Cornhuskers (Nebraska-Lincoln) tra il 1993 e il 1995, ma a causa di alcune fratture da stress è costretta a lasciare le gare. Negli ultimi anni di università passa quindi prima alla mountain bike e poi alle gare di ciclismo su strada. Proprio in quest'ultima specialità otterrà i maggiori successi in carriera.
Professionista dal 2001, sale alla ribalta durante la Women's Challenge dello stesso anno, quando vince la tappa da Rupert a Pomerelle con la ripida e lunga scalata prima del traguardo; si aggiudica poi anche due tappe e la graduatoria generale della Cascade Classic. Dopo questi successi si concentra esclusivamente sulle gare su strada: viene così selezionata per i campionati del mondo su strada nel 2001 e nel 2002. Proprio nel 2002 coglie i primi successi in Europa, aggiudicandosi una tappa e la classifica finale della Gracia-Orlová.
Nel maggio del 2003 si laurea campionessa nazionale in linea. Due mesi dopo, nel test antidoping al termine della gara di Montréal di Coppa del mondo, risulta positiva al 19-norandrosterone, una molecola del nandrolone. Dopo essersi volontariamente autosospesa, decide di rivolgersi al Tribunale Arbitrale dello Sport nordamericano, che le riconosce l'uso involontario di sostanze dopanti: viene così sospesa dalle gare per 6 mesi, partendo dalla data di sospensione provvisoria, il 13 luglio 2003, ed obbligata a subire test antidoping mensili nei 18 mesi seguenti.

### Il rientro e i due titoli mondiali
Tornata alle gare nel 2004, partecipa ai Trials olimpici ma no vince, si classifica seconda, a soli otto secondi dalla vincitrice, e perde per tale motivo l'opportunità di partecipare ai Giochi olimpici di Atene. Nel 2005 ottiene il primo importante successo della sua carriera vincendo il prestigioso Tour de l'Aude in Francia. Nell'annata seguente ripete il trionfo al Tour de l'Aude, aggiudicandosi anche la Redlands Classic e il titolo di campionessa panamericana a cronometro.
Dopo un'ottima stagione 2007 – con i successi nella Redlands Classic e nella Route de France e il quarto posto nella prova contro il tempo ai campionati del mondo – e una buona prima parte di 2008, caratterizzata da numerosi piazzamenti in gare nazionali ed internazionali (è anche seconda al Giro Donne), partecipa ai Giochi olimpici di Pechino, classificandosi trentatreesima nella gara in linea su strada. In settembre, dopo la vittoria nel Tour de l'Ardèche, diventa quindi campionessa del mondo a cronometro nella gara iridata di Varese.
Nel 2009 in maglia iridata fa sua la tappa di Santa Maria a Monte al Giro Donne; si classifica poi sesta nella cronometro dei campionati del mondo di Mendrisio. Nella stagione successiva vince invece il Memorial Davide Fardelli e una tappa al Tour of New Zealand, e coglie, come già tre anni prima, il quarto posto contro il tempo ai campionati del mondo. Durante l'annata 2011 ottiene dunque numerosi altri successi: vince il Grote Prijs Stad Roeselare in Belgio, la Chrono des Herbiers in Francia, e primeggia anche in diverse gare a tappe in territorio statunitense.
Nell'estate del 2012 prende parte ai Giochi olimpici di Londra, rappresentando il Team USA nella corsa in linea (conclude al trentaseiesimo posto) e in quella a cronometro (è settima). In settembre vince il titolo mondiale della cronometro a squadre con le compagne del Team Specialized-Lululemon, e si piazza quarta nella gara in linea. Nella stessa stagione si era aggiudicata il suo secondo campionato panamericano e per la prima volta il titolo nazionale nella gara contro il tempo.

## Palmarès
- 2000 (Dilettanti)

Classifica generale Pomona Valley Stage Race
- 2001 (cinque vittorie)

8ª tappa Women's Challenge
2ª tappa Cascade Classic
3ª tappa Cascade Classic
Classifica generale Cascade Classic
6ª tappa Grand Prix du Canada
- 2002 (Cannondale, due vittorie)

4ª tappa Gracia-Orlová
Classifica generale Gracia-Orlová
- 2003 (Team T-Mobile, tre vittorie)

2ª tappa Gracia-Orlová
Campionati statunitensi, Prova in linea
Classifica generale Tour du Grand Montréal
- 2004 (T-Mobile Professional Cycling Team, quattro vittorie)

1ª tappa Tour of the Gila
2ª tappa Tour of the Gila
Classifica generale Tour of the Gila
4ª tappa Giro della Toscana-Memorial Fanini
- 2005 (Buitenpoort-Flexpoint Team, due vittorie)

3ª tappa, 2ª semitappa Tour de l'Aude
Classifica generale Tour de l'Aude
- 2006 (Buitenpoort-Flexpoint Team, cinque vittorie)

1ª tappa Redlands Classic
3ª tappa Redlands Classic
Classifica generale Redlands Classic
Classifica generale Tour de l'Aude
Campionati panamericani, Prova a cronometro
- 2007 (Flexpoint, quattro vittorie)

Prologo Redlands Classic
Classifica generale Redlands Classic
4ª tappa, 2ª semitappa Route du France
Classifica generale Route du France
- 2008 (Flexpoint, due vittorie)

Classifica generale Tour de l'Ardèche
Campionati del mondo, Prova a cronometro
- 2009 (Equipe Nürnberger Versicherung, tre vittorie)

Prologo Redlands Classic (cronometro)
3ª tappa Gracia-Orlová (Kuźnia Raciborska, cronometro)
2ª tappa Giro d'Italia (Pontedera > Santa Maria a Monte, cronometro)
- 2010 (Webcor Builders, tre vittorie)

4ª tappa Tour of New Zealand (Palmerston North, cronometro)
Prologo Redlands Classic (cronometro)
Memorial Davide Fardelli
- 2011 (HTC-Highroad, sette vittorie)

1ª tappa San Dimas Stage Race
Classifica generale San Dimas Stage Race
Prologo Redlands Classic (cronometro)
Classifica generale Redlands Classic
Grote Prijs Stad Roeselare
Classifica generale Nature Valley Grand Prix
Chrono des Nations (cronometro)
- 2012 (Team Specialized-Lululemon, sei vittorie)

Campionati panamericani, Prova a cronometro
2ª tappa Vuelta a El Salvador (San Salvador > El Boquerón)
3ª tappa, 2ª semitappa Vuelta a El Salvador (Santa Elena, cronometro)
3ª tappa Exergy Tour (Kuna, cronometro)
Campionati statunitensi, Prova a cronometro
Chrono des Nations (cronometro)
- 2016 (BePink, cinque vittorie)

Chrono Gatineau (cronometro)
3ª tappa Route de France (Buxy > Chalon-sur-Saône, cronometro)
4ª tappa Route de France (Bourbonne-les-Bains > La Bresse)
Classifica generale Route du France
Campionati del mondo, Prova a cronometro
- 2017 (The Dare to Be Project/Team VéloConcept Women, tre vittorie)

1ª tappa Redlands Classic (Green Spot Road, cronometro)
Campionati statunitensi, Prova a cronometro
Campionati statunitensi, Prova in linea
- 2018 (PX4 Sport, quattro vittorie)

Campionati panamericani, Prova a cronometro
Chrono Gatineau (cronometro)
Campionati statunitensi, Prova a cronometro
Chrono Kristin Armstrong (cronometro)
- 2019 (Trek Red Truck Racing/Cogeas Mettler Look, quattro vittorie)

1ª tappa Redlands Classic (Crafton Hills, cronometro)
Classifica generale Redlands Classic
Chrono Gatineau (cronometro)
Campionati statunitensi, Prova a cronometro
- 2023 (una vittoria)

Campionati panamericani, Prova a cronometro
- 2024 (una vittoria)

Campionati panamericani, Prova a cronometro

### Altri successi
- 2006 (Buitenpoort-Flexpoint Team)

1ª tappa Tour de l'Aude (cronosquadre)
4ª tappa, 2ª semitappa Route du France (cronosquadre)
- 2008 (Flexpoint)

La Mirada (Criterium)
- 2009 (Equipe Nürnberger Versicherung)

Classifica scalatori Gracia-Orlová
2ª tappa Tour de l'Aude (Port-la-Nouvelle, cronosquadre)
- 2011 (HTC-Highroad)

Open de Suède Vargarda TTT (cronosquadre)
- 2012 (Team Specialized-Lululemon)

Classifica a punti Vuelta a El Salvador
Classifica scalatrici Vuelta a El Salvador
Open de Suède Vargarda TTT (cronosquadre)
2ª tappa Holland Tour (Dronten, cronosquadre)
Campionati del mondo, Cronosquadre

## Piazzamenti

### Grandi Giri
- Tour de l'Aude

2005: vincitrice
2006: vincitrice
2007: 5ª
2008: 8ª
2009: 6ª
- Giro d'Italia

2003: 7ª
2005: 4ª
2008: 2ª
2009: ritirata (7ª tappa)
2010: ritirata (9ª tappa)
2016: non partita (8ª tappa)

### Competizioni mondiali
- Campionati del mondo

Lisbona 2001 - In linea Elite: 30ª
Zolder 2002 - Cronometro Elite: 15ª
Zolder 2002 - In linea Elite: ritirata
Verona 2004 - In linea Elite: 46ª
Madrid 2005 - Cronometro Elite: 5ª
Madrid 2005 - In linea Elite: 33ª
Salisburgo 2006 - Cronometro Elite: 12ª
Salisburgo 2006 - In linea Elite: 10ª
Stoccarda 2007 - Cronometro Elite: 4ª
Stoccarda 2007 - In linea Elite: 16ª
Varese 2008 - Cronometro Elite: vincitrice
Varese 2008 - In linea Elite: 22ª
Mendrisio 2009 - Cronometro Elite: 6ª
Mendrisio 2009 - In linea Elite: ritirata
Melbourne 2010 - Cronometro Elite: 4ª
Melbourne 2010 - In linea Elite: 17ª
Copenaghen 2011 - Cronometro Elite: 8ª
Copenaghen 2011 - In linea Elite: 73ª
Limburgo 2012 - Cronosquadre: vincitrice
Limburgo 2012 - Cronometro Elite: 7ª
Limburgo 2012 - In linea Elite: 4ª
Doha 2016 - Cronosquadre: 4ª
Doha 2016 - Cronometro Elite: vincitrice
Doha 2016 - In linea Elite: 98ª
Bergen 2017 - Cronosquadre: 5ª
Bergen 2017 - Cronometro Elite: 11ª
Bergen 2017 - In linea Elite: 73ª
Innsbruck 2018 - Cronometro Elite: 7ª
Harrogate 2019 - Cronometro Elite: 4ª
Imola 2020 - Cronometro Elite: 6ª
Imola 2020 - In linea Elite: 69ª
Fiandre 2021 - Cronometro Elite: 4ª
Glasgow 2023 - Cronometro Elite: 8ª
Zurigo 2024 - Cronometro Elite: 10ª
Zurigo 2024 - Staffetta mista: 6ª
Zurigo 2024 - In linea Elite: ritirata
- Giochi olimpici

Pechino 2008 - In linea: 33ª
Londra 2012 - In linea: 36ª
Londra 2012 - Cronometro: 7ª
Tokyo 2020 - Cronometro: 5ª